# منتخب أستراليا لكرة القدم الأمريكية
منتخب أستراليا لكرة القدم الأمريكية (بالإنجليزية: Australia national American football team)‏ هو ممثل أستراليا الرسمي في المنافسات الدولية في كرة القدم الأمريكية
. تأسس في 1996.